# Mulao (langue)
Pour les articles homonymes, voir Mulao (homonymie).
Le mulao est une langue taï-kadaï, de la branche kadaï, parlée en Chine par les Gelao.

## Classification
Le mulao fait partie des langues kadaï, un des groupes des langues taï-kadaï. Les locuteurs du mulao sont des Gelao.

## Phonologie
Les tableaux présentent les phonèmes du mulao parlé à Longlizhai dans le xian de Majiang rattaché à la préfecture autonome miao et dong de Qiandongnan au Guizhou.

### Voyelles
Les voyelles sont :
|         | Antérieure  | Centrale | Postérieure |
| ------- | ----------- | -------- | ----------- |
| Fermée  | i [i] y [y] |          | ɯ [ɯ] u [u] |
| Moyenne | e [e]       | ə [ə]    | o [o]       |
| Ouverte | a [a]       |          |             |

### Consonnes
Les consonnes sont :
|            |           | Bilabiales | Alvéolaires | Alvéolaires | Alv.-p.   | Dorsales  | Dorsales | Dorsales | Glottales |
| ---------- | --------- | ---------- | ----------- | ----------- | --------- | --------- | -------- | -------- | --------- |
| Centrales  | Latérales | Bilabiales | Palatales   | Vélaires    | Alv.-p.   | Uvulaires |          |          | Glottales |
| Occlusives | Sourde    | p [p]      | t [t]       |             |           |           | k [k]    | q [q]    |           |
| Occlusives | Aspirées  | ph [pʰ]    | th [tʰ]     |             |           |           | kh [kʰ]  | qh [qʰ]  |           |
| Fricatives | sourdes   | f [f]      | s [s]       | ɬ [ɬ]       | ɕ [ɕ]     |           |          |          | h [h]     |
| Fricatives | Sonore    | v [v]      | z [z]       |             | ʑ [ʑ]     |           | ɣ [ɣ]    |          |           |
| Affriquées | Sourde    |            | ts [t͡s]     |             | tɕ [t͡ɕ]   |           |          |          |           |
| Affriquées | Aspirées  |            | tsh [t͡sʰ]   |             | tɕh [t͡ɕʰ] |           |          |          |           |
| Liquides   | Liquides  |            |             | l [l]       |           |           |          |          |           |
| Nasales    | Nasales   | m [m]      | n [n]       |             | ɳ [ɳ]     |           | ŋ [ŋ]    |          |           |

### Tons
Le mulao est une langue tonale, avec 5 tons.
| Ton | Valeur | Exemple | Traduction    |
| --- | ------ | ------- | ------------- |
| 1   | 55     | a55     | ne…pas        |
| 2   | 33     | uŋ33    | eau           |
| 3   | 24     | so24    | neuf (nombre) |
| 4   | 53     | ve53    | dix           |
| 5   | 31     | ɣa31    | montagne      |

## Sources
- (zh) He Jiashan, 1983, 仡佬语简志 - Gēlǎoyǔ jiǎnzhì, Pékin, Mínzú chūbǎnshè.
- (zh) Ni Dabai, 1990, 侗台语概论 - Dòngtáiyǔ gàilùn - An Introduction to Kam-Tai Languages, Pékin, Zhōngyāng mínzú xuéyuàn chūbǎnshè  (ISBN 7-81001-199-5)